# Bałdowice
Bałdowice (deutsch Baldowitz, 1939–1945 Baltenheim) ist ein Ort mit einem Schulzenamt in der Landgemeinde Kobyla Góra im Powiat Ostrzeszowski der Woiwodschaft Großpolen in Polen.

## Geschichte

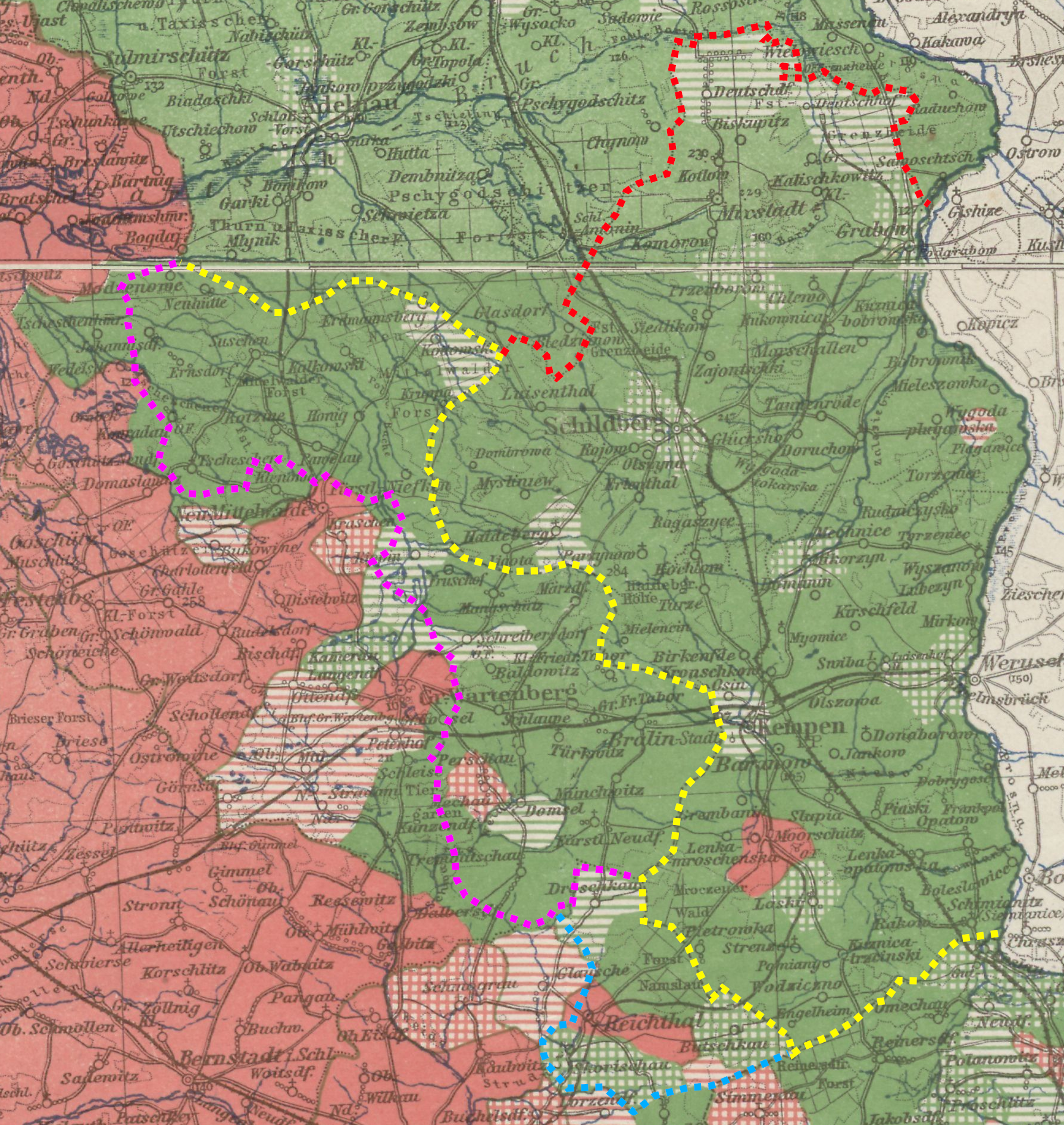
Sprachkarte aus dem Jahr 1910: Gelbe gestrichelte Linie: schlesisch-großpolnische Grenze, rosarote gestrichelte Linie: neue Grenze aus dem Jahr 1920

Der Ort Beldowyczt wurde erstmals um das Jahr 1305 im Breslauer Zehntregister Liber fundationis episcopatus Vratislaviensis urkundlich erwähnt. Der patronymische (Suffix -(ow)ice) Ortsname ist vom Personennamen Bełdo bzw. Bałdo (siehe Verb bełdać/bełtać oder eine Form des Namens Baldwin) abgeleitet.
Baldowitz gehörte von 1818 bis 1920 zum Landkreis Groß Wartenberg in der Provinz Schlesien. Mit dem überwiegend polnischsprachigen Ostteil des Landkreises wurde Bałdowice zum 10. Januar 1920 infolge des Versailler Vertrags vom Deutschen Reich an das wiedergegründete Polen abgetreten. Seitdem ist Bałdowice mit der Woiwodschaft Posen bzw. Großpolen verbunden, zunächst im Powiat Kępiński.
Im Jahr 1921 gab es in der Gemeinde Bałdowice im Powiat Kępno 53 Häuser mit 296 Einwohnern, davon 224 hielten sich für deutscher und 72 für polnischer Nationalität, 234 waren römisch-katholisch, 62 evangelisch. Im Gutsgebiet gab es dagegen 7 Häuser mit 50 Einwohnern, davon 48 deutscher und 2 polnischer Nationalität, 29 Evangelische und 21 Römisch-Katholiken.
Beim Überfall auf Polen 1939 wurde das Gebiet von den Deutschen besetzt und dem Landkreis Kempen im Reichsgau Wartheland zugeordnet.
Von 1975 bis 1998 gehörte Bałdowice zur Woiwodschaft Kalisz.